# Enumclaw (Washington)
Enumclaw es una ciudad ubicada en el condado de King en el estado estadounidense de Washington. En el año 2000 tenía una población de 11.116 habitantes y una densidad poblacional de 1.097,7 personas por km².

## Geografía
Enumclaw se encuentra ubicada en las coordenadas 47°12′9″N 121°59′39″O / 47.20250, -121.99417.

## Demografía
Según la Oficina del Censo en 2000 los ingresos medios por hogar en la localidad eran de $43.820, y los ingresos medios por familia eran $56.270. Los hombres tenían unos ingresos medios de $46.060 frente a los $30.926 para las mujeres. La renta per cápita para la localidad era de $20.596. Alrededor del 8,2% de la población estaban por debajo del umbral de pobreza.